# Прапор Більмацького району
Пра́пор Більмацького райо́ну — офіційний символ Більмацького району Запорізької області, затверджений 19 лютого 2004 року рішенням № 18 сесії Куйбишевської районної ради.

## Опис
Прапор являє собою прямокутне малинове полотнище, що має співвідношення сторін 2:3, від древка якого виходить рівнобічний трикутник, поділений навпіл на синю й жовту смуги. У центрі полотнища розташовано герб району, що має вигляд щита, обрамленого золотим декоративним картушем з колосків та дубового листя, і увінчаний золотим соняшником у вигляді висхідного сонця.
Сам щит розтятий двома срібними списами, що виходять з країв та покладені косим хрестом на три частини: лазурову, золоту й зелену. На третій частині розташована срібна хвилеподібна широка балка, двічі широко перетята лазуровим.